# Кравець Марина Леонідівна
Марина Леонідівна Кравець (рос. Мари́на Леони́довна Кра́вец, нар. 18 травня 1984 року, Ленінград, СРСР) — російська теле- і радіоведуча, співачка, акторка телебачення і дубляжу. Єдина жінка-постійна учасниця шоу «Comedy Club».

## Біографія
Народилася 18 травня 1984 року в Ленінграді. Має двох старших братів. Навчалася в гімназії № 524. У старших класах захопилася КВК і співом. Після вступу на філологічний факультет Санкт-Петербурзького державного університету стала учасницею факультетської команди КВН «Простофилы» з першої ліги. Закінчила факультет за спеціальністю викладач російської мови як іноземної. За спеціальністю не працювала, провела лише кілька практичних уроків для китайських студентів.
У 2007 році виступала за команду КВН «ІГА». Завершивши активну участь у КВН, тим не менш, ще кілька разів з'являлася в окремих іграх у складах команд «Збірна МФЮА» і «Факультет журналістики». З 2007 по 2011 рік працювала ведучою ранкового шоу «Повний вперед» на «Радіо Рокс». З липня 2011 року — ведуча нічного шоу «Перший загін» на радіостанції «Маяк» . Заради цієї роботи переїхала в Москву. У жовтні 2012 року разом з колективом програми «Перший загін» перейшла з радіо «Маяк» на «Comedy Radio». Є акторкою театральної групи «Муки Тво» з Санкт-Петербурга. Співала в групі «NotNet», потім стала солісткою колективу і «Нестройband». Восени 2011 року взяла участь в ювілейному концерті гурту «Город 312», виконавши пісні як у складі «Нестройband», так і дуетом зі Світланою Назаренко. У березні 2014 року з Сергієм Кристовським записала спільний кліп на пісню «Падали».
Восени 2008 року на запрошення Наталії Еприкян знімалася в шоу «Made in Woman» (пізніше — «Comedy Woman»). Марина взяла участь у четвертому і п'ятому випусках шоу. З 2010 року постійна учасниця шоу «Comedy Club» на каналі ТНТ. В цей проєкт потрапила завдяки резиденту Ігорю «Елвісу» Меерсону.
У 2012 році виконала головну роль журналістки Тетяни Пічугіної в телесеріалі «Супер Олег». Прем'єра відбулася в листопаді 2012 року на каналі «2x2». З 17 травня 2014 року є ведучою нового ранкового шоу «Ось такий ранок» на телеканалі ТНТ. У 2015 році брала участь у шоу перевтілень «Один в один!», де у фіналі посіла 5-е місце за підсумками голосування. У жовтні того ж року стала ведучою шоу «Головна сцена», замінивши Наргіз Закірову.
Вела з Сергієм Гореликовим кілька випусків передачі «Руссо туристо» на СТС. Ведуча шоу «Щасливі люди» Comedy Radio.
У 2017 році з латиським гуртом BrainStorm записала сингл «Як я шукав тебе», виконавши вокал тандемом з Ренарсом Кауперсом. Очікувалося, що вокалістка виступить особливою гостею на концертах BrainStorm «Між берегами» в Росії в листопаді — грудні 2017 року.
У 2018 році стала ведучою розважального кулінарного шоу «Великий сніданок», що виходить в ефір на телеканалі ТНТ з 11 лютого 2018 року. Його виробництвом займається компанія Comedy Club Production.
З 13 травня 2018 року в парі з Дмитром Губернієвим веде шоу «Ліга дивовижних людей» на каналі «Росія».
З серпня 2018 року — ведуча реаліті-шоу «Заміж за Бузову» на телеканалі ТНТ.

## Особисте життя
20 липня 2013 року одружилася з Аркадієм Водаховим, з яким навчалася на філологічному факультеті і брала участь у КВК.